# Eishockey-Bundesliga (Österreich) 1977/78
Die Saison 1977/78 der Österreichischen Eishockey-Bundesliga war die 13. Austragung der höchsten österreichischen Eishockey-Spielklasse unter diesem Namen. Österreichischer Meister wurde zum zweiten Mal in der Vereinsgeschichte (nach 1975) die Eishockeysektion des ATSE Graz.

## Modus
| - KAC Kärntner Sparkasse - ATSE Long Life Graz - HC Alpi Salzburg - EC Sparkasse Innsbruck - VEU CA Feldkirch - KSV VEW - Bundesländer Versicherung WEV Schwechater |

Die acht Vereine spielten im Grunddurchgang jeweils viermal gegeneinander. Die besten vier Vereine qualifizieren sich für das Halbfinale im Best-of-Three-Modus. Anschließend folgt die Finalserie.
Die verbleibenden vier Mannschaften spielen in einer Liga-Relegation mit den zwei besten Mannschaften der Nationalliga um den Verbleib in der Bundesliga.

## Grunddurchgang

### Tabelle
| Platz | Team                  | Sp | S  | U | N  | Tore    | Punkte |
| ----- | --------------------- | -- | -- | - | -- | ------- | ------ |
| 1.    | EC KAC                | 28 | 20 | 3 | 5  | 164:89  | 43     |
| 2.    | ATSE Graz             | 28 | 18 | 2 | 8  | 127:81  | 38     |
| 3.    | HC Salzburg           | 28 | 16 | 1 | 11 | 122:115 | 33     |
| 4.    | ECS Innsbruck         | 28 | 14 | 3 | 11 | 120:100 | 31     |
| 5.    | VEU Feldkirch         | 28 | 10 | 5 | 12 | 75:118  | 25     |
| 6.    | Kapfenberger SV       | 28 | 10 | 3 | 15 | 94:105  | 23     |
| 7.    | Wiener Eislauf-Verein | 28 | 7  | 4 | 17 | 95:130  | 18     |
| 8.    | EC VSV                | 28 | 4  | 5 | 19 | 88:148  | 13     |

### Beste Scorer
| Spieler          | Mannschaft   | Tore | Assists | Punkte |
| ---------------- | ------------ | ---- | ------- | ------ |
| Rick Cunningham  | HC Salzburg  | 35   | 23      | 58     |
| Roger Lamoureux  | HC Salzburg  | 31   | 23      | 54     |
| Walentin Gurejew | KSV          | 43   | 10      | 53     |
| Rudolf König     | KAC          | 35   | 15      | 50     |
| William Klatt    | ATSE Graz    | 28   | 20      | 48     |
| Jim Boyd         | ATSE Graz    | 23   | 24      | 47     |
| Dan Gloor        | EC Innsbruck | 21   | 18      | 39     |
| Seppo Ahokainen  | KAC          | 19   | 18      | 37     |
| Hermann Ausweger | HC Salzburg  | 17   | 20      | 37     |
| Herbert Pöck     | KAC          | 15   | 21      | 36     |

## Play-offs

### Halbfinale
|                               | Serie | 31. Januar                     | 1. Februar                     | 4. Februar | 5. Februar          | 8. Februar          |
| ----------------------------- | ----- | ------------------------------ | ------------------------------ | ---------- | ------------------- | ------------------- |
| Klagenfurter AC – HC Salzburg | 3:0   | 5:1 (2:0, 2:0, 1:1)            | 9:1 (1:0, 3:1, 5:0)            | 4:2        | –                   | –                   |
| ATSE Graz – ECS Innsbruck     | 3:2   | 5:4 n. V. (1:1, 1:2, 2:1, 1:0) | 2:1 n. V. (0:0, 1:0, 0:1, 1:0) | 4:5 n. P.  | 2:3 (0:2, 2:0, 0:1) | 4:3 (0:1, 3:2, 1:0) |

### Finale
Die Finalserie begann mit zwei Toren von Jim Boyd und Bill Klatt innerhalb von fünf Minuten und Torhüter Franz Schilcher sicherte anschließend den wertvollen Auswärtssieg. Am folgenden Tag erhielt der ATSE sieben Gegentore. Im dritten Spiel, das live im Fernsehen übertragen wurde, erzielten ausschließlich österreichische Spieler die Tore. KAC-Torhüter Johann Schaunig wurde nach drei Gegentoren in 24 Minuten durch Routinier Karl Pregl ersetzt. Im vierten Spiel führte der KAC acht Minuten vor Schluss noch mit 3:2, ehe zwei Tore von Jim Boyd im Abstand von wenigen Sekunden dem ATSE den Sieg bescherten. ATSE Graz gewann damit seinen zweiten österreichischen Meistertitel.
|                             | Serie | 11. Februar         | 12. Februar         | 18. Februar         | 19. Februar         |
| --------------------------- | ----- | ------------------- | ------------------- | ------------------- | ------------------- |
| Klagenfurter AC – ATSE Graz | 1:3   | 1:3 (0:2, 1:1, 0:0) | 7:0 (1:0, 4:0, 2:0) | 3:6 (0:3, 1:1, 2:2) | 3:6 (0:0, 1:2, 2:4) |

## Relegation
An der Relegation zwischen Bundes- und Nationalliga (auch Austria-Cup genannt) nahmen die vier verbliebenen Mannschaften der Bundes- und die zwei besten Mannschaften der Nationalliga teil. Ursprünglich sollten die die beiden Letztplatzierten der Relegationsrunde absteigen. Aufgrund von Schneefall konnte die Runde nicht zu Ende gespielt werden, so dass der VSV und der WEV in der Bundesliga verblieben.
| Platz | Team            | Sp | S | U | N | Tore  | Punkte |
| ----- | --------------- | -- | - | - | - | ----- | ------ |
| 1.    | Kapfenberger SV | 9  | 9 | 0 | 0 | 94:35 | 18     |
| 2.    | VEU Feldkirch   | 8  | 4 | 1 | 3 | 52:48 | 9      |
| 3.    | EHC Lustenau    | 9  | 3 | 1 | 5 | 42:57 | 7      |
| 4.    | EK Zell am See  | 10 | 3 | 1 | 6 | 45:82 | 7      |
| 5.    | EC VSV          | 9  | 2 | 2 | 5 | 50:51 | 6      |
| 6.    | WEV             | 7  | 2 | 1 | 4 | 29:39 | 5      |